# Monte Francisco
Monte Francisco es una aldea portuguesa situada en la freguesía de Castromarín, del municipio de Castromarín y distrito de Faro.

## Geografía
La aldea está a escasa distancia de la frontera con España.

## Patrimonio
La actividad de esta localidad está basada principalmente en la explotación turística e inmobiliaria (el Club de Golf de Castromarín está muy cerca).
Los principales atractivos turísticos de esta localidad son su ambiente tranquilo, la hospitalidad de sus gentes, su proximidad a las playas de Villarreal y Monte Gordo y sus fiestas populares entre las que destaca "A Festa do Emigrante". En esta localidad nació la Madre de Paco de Lucía
- Datos: Q6022409